# Мадалена (Азорские острова)
Мадалена (порт. Madalena) — населённый пункт и муниципалитет в Португалии, входит в округ Азорские острова. Расположен на острове Пику. Население составляет 6136 человек на 2001 год. Занимает площадь 149,08 км².
Покровителем города считается Мария Магдалина (порт. Maria Madalena).
Праздник города — 22 июля.

## История
Город основан в 1723 году.

## Демография
| Численность населения муниципалитета по годам | Численность населения муниципалитета по годам | Численность населения муниципалитета по годам | Численность населения муниципалитета по годам | Численность населения муниципалитета по годам | Численность населения муниципалитета по годам | Численность населения муниципалитета по годам | Численность населения муниципалитета по годам |
| --------------------------------------------- | --------------------------------------------- | --------------------------------------------- | --------------------------------------------- | --------------------------------------------- | --------------------------------------------- | --------------------------------------------- | --------------------------------------------- |
| 1849                                          | 1900                                          | 1930                                          | 1960                                          | 1981                                          | 1991                                          | 2001                                          | 2004                                          |
| 12 148                                        | 8499                                          | 7296                                          | 8359                                          | 5977                                          | 5964                                          | 6136                                          | 6184                                          |

## Состав муниципалитета
В муниципалитет входят следующие районы:
1. Бандейраш
2. Канделария
3. Криасан-Велья
4. Мадалена
5. Сан-Каэтану
6. Сан-Матеуш